# Washingtonia nuda
Washingtonia nuda là loài thực vật có hoa thuộc họ Arecaceae. Loài này được (Torr.) A. Heller miêu tả khoa học đầu tiên năm 1898.